# Усовершенствованные RISC-вычисления
«Усовершенствованные RISC-вычисления» (англ. Advanced RISC Computing, сокращённо ARC) — спецификация, разработанная ныне не существующим Консорциумом по перспективным вычислительным средам (ACE, создан в 1991), включающая стандарты аппаратного обеспечения и микропрограммы для компьютеров на основе RISC-микропроцессоров архитектуры MIPS.
Хотя «Консорциум по перспективным вычислительным средам» перестал существовать в середине 1990-х и не было произведено ни одного полностью соответствующего требованиям спецификации компьютера, ARC-системы оказали влияние на свои широко распространённые производные, в число которых входят операционные системы семейства Microsoft Windows NT, использующие соглашения об именовании загрузочных устройств, которые описаны в ARC, а также на другие аспекты разработки операционных систем.
В дальнейшем SGI в своих системах использовала модифицированную версию микропрограммы, которая называлась ARCS. Все компьютеры производства SGI, работающие под управлением операционной системы IRIX 6.1 или новее (такие как Indy, Octane и другие) загружаются из ARCS-консоли, которая использует то же соглашение об именовании томов, что и Windows NT.
Кроме того, среди различных компьютеров на основе RISC-процессоров, разработанных для работы под управлением Windows NT, большинство использует для загрузки именно ARC-консоль. В их числе:
- компьютеры на основе микропроцессора MIPS R4000, такие как рабочие станции MIPS Magnum (англ.);
- все компьютеры на основе микропроцессора Alpha с шиной PCI, производившиеся вплоть до прекращения выпуска Windows NT для Alpha в конце 1999 года. Микропрограмма для систем на основе Alpha носит название AlphaBIOS;
- большинство совместимых с Windows NT компьютеров на основе процессоров PowerPC, таких как IBM RS/6000 40P.

Прогнозировалось также, что ARC-консоль будет адаптирована для компьютеров на основе процессоров Intel IA-32, хотя только SGI продавала подобные компьютеры с ARC-консолью, серия которых была выпущена в 1999 году и назывались SGI Visual Workstation.
Продукты соответствующие (в разной степени) спецификации «Усовершенствованных RISC-вычислений»:
- Alpha

- DEC Multia, AlphaStation, AlphaServer
- DeskStation Raptor

- i386

- SGI Visual Workstation

- MIPS

- Acer PICA
- Carrera Computers Cobra R4000 и VIPER
- Digital DECstation 5000
- DeskStation Tyne
- Microsoft Jazz
- MIPS Magnum (англ.)
- Olivetti M700
- NEC RISCstation
- NeTpower Fastseries MP
- SGI Indigo 2, SGI Indy, SGI Challenge, SGI Onyx, SGI Origin и другие big-endian с ARCS-консолью
- Siemens-Nixdorf RM200

- PowerPC

- IBM Personal Computer Power Series 850/830 PReP
- IBM RS/6000 40P, 43P, E20, F30
- Motorola PowerStack
- Tangent MediaStar